# Hervardi
Hervardi so slovensko nacionalistično združenje. Pravno-formalno so organizirani v treh društvih (Maribor, Ljubljana in Šentilj), ki so povezana v krovno organizacijo, Zvezo domoljubnih društev Hervardi. Vodja združenja je Andrej Šiško. Društvo je bilo konec 2000-ih tesno povezano s Stranko slovenskega naroda.
Kot prevladujoča nacionalistična skupina v Mariboru so Hervardi v veliki meri zadušili razvoj različnih skinheadovskih in neonacističnih skupin v tej regiji.